# Leptographium albopini
Leptographium albopini är en svampart som beskrevs av M.J. Wingf., T.C. Harr. & Crous 1994. Leptographium albopini ingår i släktet Leptographium och familjen Ophiostomataceae.   Inga underarter finns listade i Catalogue of Life.